# Torino Football Club
Torino Football Club é um clube de futebol italiano, com sede em Turim, capital do Piemonte.
O Torino é o quinto maior campeão nacional, com sete conquistas do Campeonato Italiano e cinco da Coppa Italia,  sendo também um grande colecionador de títulos nas categorias de base. Em competições da UEFA a sua melhor participação foi o vice-campeonato da Copa UEFA de 1991-1992.
Tendo sido fundado em 3 de dezembro de 1906 na Cervejaria Voigt, em Turim, por membros dos extintos Internationale Torino (fundada em 1891), FC Torinese (fundado em 1894) e dissidentes da Juventus, o clube usou o nome AC Torino até 1970, ficando como Torino Calcio entre 1970 e 2005, quando rebatizou-se como Torino FC, mandando os seus jogos no Estádio Olímpico Grande Torino, com capacidade para cerca de 28 000 espectadores. Seu uniforme habitual é composto por camisa grená, calção branco e meias grenás, pretas ou com variações das duas cores, daí seu apelido ser Il Granata (O Grená) ou Il Toro (O Touro).
O seu grande rival é a Juventus, com quem já compartilhou os antigos estádios da cidade, o Delle Alpi e o Olímpico, com os dois clubes disputando o clássico conhecido como Derby della Mole.
Segundo pesquisa do Instituto Doxa em 2003, o Torino seria a oitava maior torcida italiana, com 1,9% da preferência dos torcedores italianos, o que equivaleria a 1 098 200 torcedores do Toro.

## História
Já na Temporada 1927/1928 o Torino conquistaria o primeiro "scudetto" de sua história, ao se sagrar campeão italiano.
Novo alento das glórias que viriam na próxima década aconteceu na Temporada 1935/1936, quando o Torino conquistou o primeiro título da Copa da Itália. No ano seguinte, por pessão do governo fascista, mudou de nome para Football Club ad Associazone Calcio.
O Torino já teve uma das maiores equipes da história da Europa. Além de base da Seleção Italiana (para se ter uma ideia, na vitória por 3 a 2 sobre a Seleção da Hungria em 11 de maio de 1947, apenas o goleiro Lucidio Sentimenti não era do Toro - defendia a Juve), o clube dominou o futebol do seu país durante a década de 1940, vencendo cinco campeonatos italianos e tendo feito 408 gols (sendo 97 de seu capitão, Valentino Mazzola) em cinco temporadas, até a Tragédia de Superga.

Na temporada de 1942/1943 quando conquistou o primeiro da série de títulos do time conhecido como Grande Torino, o Toro (Touro) ganhou também a Copa da Itália, sendo o primeiro clube italiano a conseguir esta façanha.

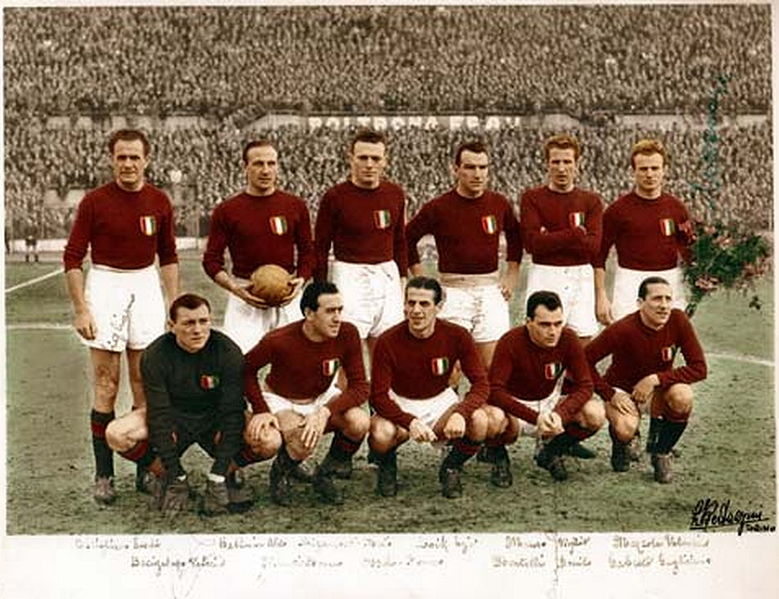
Os Invencíveis do Grande Torino de 1948-49, um dos times mais marcantes da história do futebol italiano, pentacampeão nacional.

Na Temporada de 1947/1948 o grande time grená bateu diversos recordes que ajudaram a construir o mito: maior número de pontos em um campeonato (65, lembrando que naquela época a vitória valia dois pontos), maior diferença de pontos para o segundo colocado (16), mais gols marcados (125), melhor média de gols feitos (3,787), maior goleada em casa (10 a 0 no Alexandria) e maior goleada fora (7 a 0 na Roma).
Em 4 de maio de 1949, após disputar um amistoso contra o Benfica, em Lisboa, o avião que trazia a delegação da equipe italiana chocou-se contra a Basílica de Superga.
No mesmo dia da catástrofe, em honra ao brilhante Torino da época, a seus jogadores, técnicos e acompanhantes, declarou-se vencedor da Liga. Nos funerais dos jogadores compareceram cerca de 500 000 pessoas, mas depois do luto nacional, e ante a comoção universal, a equipe juvenil substituiu por completo à equipe profissional para jogar as quatro partidas pendentes e as quatro partidas ganhou a equipe juvenil.

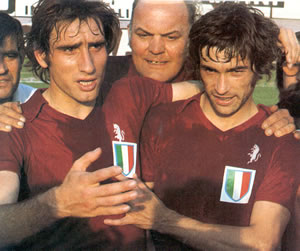
Francesco Graziani e Paolo Pulici, dupla de ataque do Torino, campeão italiano em 1975-76.

Em 15 de maio de 1949, Torino-Genova, 4 a 0, 22 de maio, Torino-Palermo, 3 a 0, 29 de maio, Sampdoria-Torino, 2 a 3 e 12 de junho, em uma última partida emocionante, os juvenis ganharam no Stadio Comunale por 2 a 0 da Fiorentina. Em um grande gesto de respeito, os quatro rivais também escalaram juvenis. A partir de então, começaria a perder a condição de maior clube italiano, e mesmo de Turim.
Surgiria em 1951 a primeira torcida organizada da Itália, criada por apaixonados pelo Torino: o "Gruppo Sostenitori Granata".
Na década de 1960, surge um craque, Luigi Meroni, vindo do Genoa, clube italiano. Meroni recolocou o Torino na lista dos maiores clubes europeus, devido ao seu grande talento, levando o Toro a conquistar o seu terceiro triunfo na Copa da Itália, ao passar por Milan, Inter e Bologna. Porém, pouco tempo depois, Meroni morreu atropelado por um torcedor fanático do Torino.
Em 1971 vem a quarta conquista da Copa da Itália, ao bater o Milan na final.
No Campeonato Italiano de 1990/1991 a esquadra comandada por Mondonico, com jogadores do calibre de Martin Vazquez e Fusi, termina no quinto posto. Demonstra a sua força também com o triunfo na Mitropa, superando no Delle Alpi a Pisa por 2 a 1 no tempo extra.
Na Temporada 1975-1976 volta a se sagrar campeão italiano, após 27 anos de espera, tendo neste período conquistado duas copas da Itália.
Em 1992 o Toro chegou à final da Copa UEFA, desclassificando o Real Madrid nas semifinais, contra o Ajax de Amsterdã, com quem empatou de 1 a 1 em Turim e 0 a 0 nos Países Baixos, perdendo o título pelo critério de desempate "gols fora-de-casa".
Em 1993 foi campeão da Copa da Itália goleando a Roma na final por 5 a 2, a sua quinta conquista nesta competição.
No início do século XXI tem se caracterizado por constantes sobe e desce de divisão, tendo o Torino disputado a Serie B por 9 vezes, depois da Tragédia do Superga.
Em 2005, o clube foi a falência e voltou com o nome de Torino Football Club. No ano de 2006 jogou na Serie B, mas conquistou vaga no play-off e voltou para a Serie A em 2007.
O Toro detém ainda, a marca de maior número de vitórias em uma temporada (30 em 1945/1946), e é o clube italiano que mais títulos conquistou nas categorias de base, tendo os títulos relacionados em quadro abaixo.

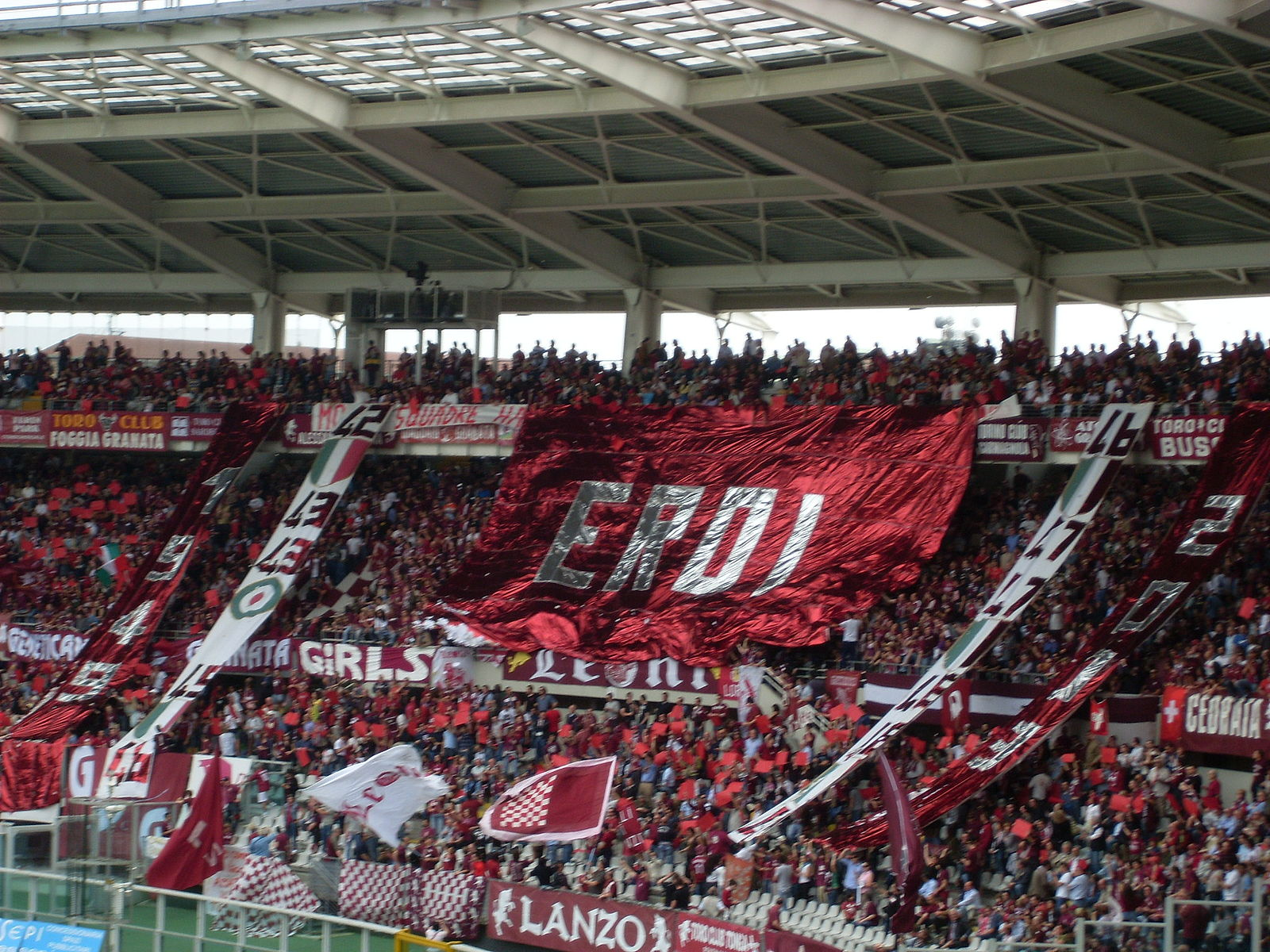
Torcida do Torino.

No dia 3 de dezembro de 2006 o Torino completou cem anos de existência, e após muitos festejos o time grená venceu o Empoli por 1 a 0, com gol de Comotto, em Turim, pelo Campeonato Italiano Serie A, estendendo as comemorações do dia do Centenário por mais algumas horas, com os eventos comemorativos tendo durado por um ano a partir desta data.
Em 2012 o Torino retornou à Série A após 3 anos de ausência da elite do futebol italiano. Esse fato se deu após o Torino ter vencido o Modena por 2 a 0 na penúltima rodada, garantindo a classificação antecipadamente.
No ano de 2016, o Estádio Olímpico foi rebatizado como Estádio Olímpico Grande Torino, em homenagem ao time histórico do Toro.
Após o retorno para a Série A em 2012/2013, o Torino voltou a fazer campanhas dignas, tendo como melhor resultado o sétimo lugar na Temporada  2013-2014, repetindo essa colocação em 2017/2018, quando se classificou para a disputa da Liga Europa da UEFA de 2019–20.

## Tragédia
No dia 4 de maio de 1949, a delegação do Torino, sofreu um acidente aéreo com um saldo de 31 mortes (toda a equipe técnica, jogadores e alguns jornalistas), não havendo sobreviventes na Tragédia de Superga. Diversas homenagens ao redor do mundo foram feitas ao time italiano, que jogava com camisa grená.
O Corinthians foi um dos que os homenageou, quando no dia 8 de maio, o time entrou em campo vestindo camisa grená, para enfrentar a Portuguesa, no Pacaembu. No ano anterior o Corinthians tinha sido o único time brasileiro a vencer o Grande Torino, em uma excursão do time italiano pelo Brasil: Corinthians 2 a 1 Torino, no dia 21 de julho, no estádio do Pacaembu.

### Corinthians
Em 1914, o Torino tornou-se o primeiro adversário estrangeiro do Corinthians, quando as equipes se enfrentaram em São Paulo, em dois jogos, duas vitórias do time italiano. A segunda partida foi disputadíssima (vencida por 2 a 1) e ao final do jogo o técnico do Torino Vittorio Pozzo, futuro técnico bicampeão do mundo com a Seleção Italiana em 1934-38, disse: "O Corinthians pode ir à Europa e enfrentar, sem receio, qualquer dos times de lá".
Em 2011 o terceiro uniforme do Corinthians homenageou o Grande Torino e o clube do Parque São Jorge também lançou uma camisa comemorativa para colecionadores.

### Chapecoense
Assim como o Torino, a Chapecoense sofreu uma tragédia idêntica no Voo LaMia 2933, em 28 de novembro de 2016. O clube italiano prestou homenagens na época do acidente e em 2021, quando lançou o uniforme do goleiro para a temporada 2021/22 na cor verde (cor da camisa da Chapecoense) com os dizeres: "Uniti dal destino, per sempre amici" ("Unidos pelo destino, para sempre amigos").

## Principais títulos
| CONTINENTAIS | CONTINENTAIS                  | CONTINENTAIS | CONTINENTAIS                                                   |
|              | Competição                    | Títulos      | Temporadas                                                     |
| ------------ | ----------------------------- | ------------ | -------------------------------------------------------------- |
|              | Copa Mitropa*                 | 1            | 1991                                                           |
| NACIONAIS    |                               |              |                                                                |
|              | Competição                    | Títulos      | Temporadas                                                     |
|              | Campeonato Italiano           | 7            | 1927–28, 1942–43, 1945–46, 1946–47, 1947–48, 1948–49 e 1975–76 |
|              | Copa da Itália                | 5            | 1935–36, 1942–43, 1967–68, 1970–71 e 1992–93                   |
|              | Campeonato Italiano - Série B | 3            | 1959–60, 1989–90 e 2000–01                                     |
| TÍTULOS      |                               |              |                                                                |
|              | Títulos                       | Totais       | Conquistas                                                     |
|              | Títulos oficiais              | 16           | 1 Continental, 15 Nacionais                                    |

- Torneio originalmente organizado por um comitê liderado por Hugo Meisl e as federações nacionais participantes.[15][16]

 Campeão invicto
Categorias de base
| Nacionais | Nacionais                          | Nacionais | Nacionais                                                                                                   |
|           | Competição                         | Títulos   | Temporadas                                                                                                  |
| --------- | ---------------------------------- | --------- | --- |

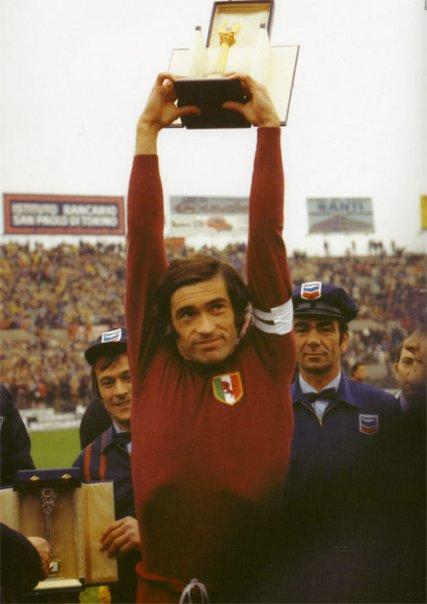
Paolo Pulici e o troféu do Italiano de 1975-76.

| Itália    | Campeonato Italiano Primavera      | 9         | 1966-67, 1967-68, 1969-70, 1976-77, 1984-85, 1987-88, 1990-91, 1991-92, 2014-15 (recorde)                   |
| Itália    | Copa Itália Primavera              | 8         | 1982-83, 1982-84, 1985-86, 1987-88, 1988-89, 1989/90, 1998/99, 2017/18 (recorde)                            |
| Itália    | Torneio de Viareggio               | 6         | 1984, 1985, 1987, 1989, 1995, 1998                                                                          |
| Itália    | Campeonato Italiano Dante Berretti | 11        | 1973-74, 1974-75, 1977-78, 1980-81, 1985-86, 1987-88, 1988-89, 1991-92, 2006-07, 2013-14, 2018-19 (recorde) |
| Itália    | Campeonato Italiano Allieve        | 5         | 1966-67, 1971-72, 1972-73, 1975-76, 1979-80                                                                 |
| Itália    | Campeonato Italiano Giovanissimi   | 2         | 1984-85, 1999-2000                                                                                          |

## Participações emcampeonatos italianos
Ao final da Temporada 2022/2023, o Toro é o oitavo maior em número de pontos conquistados em campeonatos italianos após a Temporada de 1929/1930, que marcou o início da competição onde todos jogavam entre si sendo campeão aquele que somasse o maior número de pontos, sétimo em participações e número de jogos, com 2.702 pontos em 2.572 jogos, sendo que nestes jogos, são 931 vitórias, 841 empates, 800 derrotas, 3.391 gols pró e 3.062 gols contra, em 79 temporadas disputadas ao total na primeira divisão, desde 1929/1930.
A seguir uma tabela com as participações do Torino em campeonatos italianos (1907-08 / 2022-23). 
| Divisão | Categoria           | Participações | Estreia | Última  | Total |
| ------- | ------------------- | ------------- | ------- | ------- | ----- |
| 1ª      | Prima Categoria     | 10            | 1906-07 | 1920-21 | 98    |
| 1ª      | Prima Divisione     | 5             | 1921-22 | 1925-26 | 98    |
| 1ª      | Divisione Nazionale | 4             | 1926-27 | 1945-46 | 98    |
| 1ª      | Serie A             | 79            | 1929-30 | 2022-23 | 98    |
| 2ª      | Serie B             | 12            | 1959-60 | 2011-12 | 12    |

## Participações em competições daUEFA
Até o final da Temporada de 2019-20, em 103 jogos o Torino ostentava 47 vitórias, 26 empates e 30 derrotas, 156 gols a favor e 100 gols contra, com saldo de 56 gols no somatório das competições abaixo listadas.
A seguir uma tabela com as participações do Torino em competições da UEFA (1964-65 / 2019-20).
| Competição                          | Participações | Melhor colocação | Temporada |
| ----------------------------------- | ------------- | ---------------- | --------- |
| Liga Europa                         | 13            | vice-campeão     | 1991-92   |
| Taça dos Clubes Vencedores de Taças | 4             | semifinais       | 1964-65   |
| Liga dos campeões                   | 1             | segunda fase     | 1976-77   |
| Total                               | 18            |                  |           |

## Recordes de jogadores
| No. | Nome              | Nacionalidade | Presenças |
| --- | ----------------- | ------------- | --------- |
| 1   | Giorgio Ferrini   | Itália        | 566       |
| 2   | Paolo Pulici      | Itália        | 437       |
| 3   | Renato Zaccarelli | Itália        | 413       |
| 4   | Claudio Sala      | Itália        | 360       |
| 5   | Lido Vieri        | Itália        | 357       |
| 6   | Cesare Martin     | Itália        | 345       |
| 7   | Luigi Danova      | Itália        | 340       |
| 8   | Natalino Fossati  | Itália        | 361       |
| 9   | Antonio Janni     | Itália        | 330       |
| 10  | Giorgio Puia      | Itália        | 326       |

| No. | Nome               | Naciolalidade | Nº de Gols |
| --- | ------------------ | ------------- | ---------- |
| 1   | Paolo Pulici       | Itália        | 172        |
| 2   | Julio Libonatti    | Itália        | 157        |
| 3   | Gino Rossetti      | Itália        | 144        |
| 4   | Guglielmo Gabetto  | Itália        | 127        |
| 5   | Marco Ferrante     | Itália        | 125        |
| 6   | Valentino Mazzola  | Itália        | 123        |
| 7   | Francesco Graziani | Itália        | 122        |
| 8   | Andrea Belotti     | Itália        | 105        |
| 9   | Adolfo Baloncieri  | Itália        | 100        |
| 10  | Franco Ossola      | Itália        | 85         |